# Jonathan Rodríguez Portillo
Jonathan Javier Rodríguez Portillo (Florida, 6 de julio de 1993) es un futbolista uruguayo. Juega como extremo o delantero y su actual equipo es el Portland Timbers de la Major League Soccer. Es internacional con la selección uruguaya.

## Trayectoria deportiva
Comenzó jugando en las divisiones juveniles del Atlético Florida. En 2008, Pablo Bentancur lo llevó a Los Aromos para probarse con las categorías inferiores del Club Atlético Peñarol. Rodríguez convenció a los visores y le dieron el visto bueno para quedarse en Montevideo, pero optó por regresar y continuar su carrera con Atlético Florida. En 2010, debutó con el primer equipo de Atlético Florida a los 16 años, con quienes disputó la Liga de Fútbol de Florida y la Copa Nacional de Clubes. En 2011, jugó con la selección del Departamento de Florida la Copa Nacional de Selecciones.
En 2012 fue enviado a préstamo durante un año al equipo de la cuarta división de Peñarol a cambio de un juego de pelotas, el préstamo incluía una opción de compra por 7,000 dólares. Hizo su debut en la institución con una anotación ante el equipo de Cerro. Rápidamente subió al equipo de la tercera división, el cual era dirigido por Jorge Gonçalves y logró el campeonato de la categoría al derrotar a Liverpool por marcador de 4-1.
Duró un año en el equipo de tercera y a inicios del 2013 fue subido al plantel principal por Jorge da Silva. Debutó con el primer equipo el 26 de enero de 2013 en un partido amistoso por la Copa Antel ante Club Guaraní, entró al minuto 58 en lugar de Alejandro Siles y su equipo perdió por marcador de 2-1. Un tiempo después fue relegado al equipo de tercera división por indisciplina. En verano Da Silva fue cesado de su cargo y entonces llegó Diego Alonso, quien le dio otra oportunidad de cara al Campeonato Uruguayo de Fútbol 2013-14 y lo convocó a una gira internacional en donde enfrentó a Sporting de Lisboa y Sport Lisboa e Benfica, terminando ambos partidos en empate, Rodríguez anotó el gol del empate contra Benfica.
El 1 de agosto de 2013 debutó como jugador profesional, entró al minuto 60 en lugar de Sebastián Cristóforo en el empate a cero de Peñarol frente a Club de Deportes Cobreloa por la Copa Sudamericana. Por otra parte, disputó su primer partido en Primera División dos semanas después, el 17 de agosto, ante River Plate, perdiendo 4-2. Convirtió su primer gol oficial frente a Racing el 3 de noviembre de ese año, y se destacó en su primer partido clásico frente a Nacional el 24 de noviembre de 2013, anotando dos goles y siendo figura del partido.
En junio de 2014 se acordó su venta al Sporting Braga, pero su traspaso se cayó debido a exigencias por parte del club portugués. Seis meses después, el 29 de enero de 2015, fue cedido al Benfica hasta verano del 2017. El 22 de febrero debutó con el equipo filial ante el Clube Oriental de Lisboa, fue titular y anotó un doblete. El 11 de abril debutó con el primer equipo de Benfica tras entrar de cambio al minuto 85 ante Académica de Coimbra. El 19 de marzo anotó su primer triplete con el equipo "B", en la victoria 4-1 sobre Portimonense Sporting Clube. Se coronó campeón de liga tras igualar a cero ante Vitória y campeón de copa al derrotar a Marítimo en la final.
En verano disputó el International Champions Cup 2015, participando en 3 de los 4 partidos que disputó su equipo. Tras este torneo despertó el interés de varios equipos españoles como el Espanyol y Villarreal, pero al final, el 19 de agosto, se anunció su cesión al Deportivo de La Coruña. Estuvo durante una temporada con La Coruña en donde no logró anotar y entonces se oficializó su traspaso al Club Santos Laguna de México el 10 de junio de 2016. En su primer torneo con los Laguneros fue el goleador del equipo con 6 anotaciones, empatado con Carlos Izquierdoz. Tuvo buenas actuaciones con los laguneros y fue pieza fundamental para coronarse campeón de la Liga MX en el Clausura 2018.
El 19 de diciembre de 2018, previo al Clausura 2019, se oficializa su traspaso al Cruz Azul en 3.5 millones de euros. Durante su primera temporada con la Máquina no tendría éxito y solo consiguió un tanto en liga; sin embargo, para el Apertura 2019 fue el goleador del equipo con 7 tantos, mostrando muy buen nivel. Del mismo modo, para el Clausura 2020 fue temporalmente goleador del cancelado torneo de la Liga BBVA MX con 9 tantos. Para el Guardianes 2020 fue todo un éxito convirtiendo 13 dianas durante el torneo, obteniendo el campeonato de goleo individual, siendo el quinto jugador en conseguir ese reconocimiento en la historia de Cruz Azul. En el Guardianes 2021, el equipo se coronaría campeón de liga, luego de vencer al Santos Laguna por 2-1 en el marcador global, anotando Jonathan el gol definitivo, cortando así una racha de 23 años sin el título. Más tarde, el 17 de julio, fue tres veces galardonado en los premios del Balón de Oro del fútbol mexicano al máximo goleador, mejor delantero y mejor jugador de la temporada. Un día después, anotaría dos goles en el Campeón de Campeones ante el León, con lo que obtendría su tercer título con el equipo.
El 20 de marzo de 2024 se confirmó su llegada al Portland Timbers de la MLS luego de su paso por el Club América. Tan solo unos días después, el 24 de marzo, debutaría con gol en su debut en el equipo estadounidense.

## Selección nacional
En 21 de agosto de 2014 fue convocado por primera vez a la selección de Uruguay por Óscar Washington Tabárez para disputar dos partidos amistosos ante Japón y Corea del Sur, pero una lesión en el tobillo le negó la posibilidad de debutar con la selección. Un mes después, fue llamado de nueva cuenta a la selección y logró debutar como titular el 10 de octubre ante la selección de Arabia. Tres días más tarde anotó su primer gol contra Omán.
Fue convocado para participar en la Copa América 2015. Rodríguez solo disputó el encuentro de cuartos de final ante el anfitrión Chile, el cual ganó 1-0 y eliminó a Uruguay de la competencia.

«El potencial que tiene Jona, ahora con esta edad, yo no lo tenía. Yo con 21 años, sinceramente, no le pegaba a la pelota con las dos piernas como le pega Jona, la velocidad que él tiene yo no la tenía cuando estaba en el Ajax. A medida que pasa el tiempo uno va mejorando, pero creo que si va por el camino que tiene que ir, tiene muchísimas cualidades. Tiene mucha personalidad dentro de la cancha, me hace acordar a Edi»
Luis Suárez, delantero de la Selección de Uruguay. 19 de agosto de 2015.

Después de 3 años de ausencia fue convocado nuevamente a la selección por Tabárez, para disputar dos partidos amistosos ante Corea del Sur y Japón. El 16 de octubre de 2018 volvió a disputar un partido con Uruguay al entrar en el segundo tiempo del partido amistoso ante Japón, el partido terminó 4-3 a favor de los japoneses y Rodríguez anotó el tercer gol para su selección a pase de Edinson Cavani.
El 6 de septiembre ingresa en el segundo tiempo para darla la victoria al último minuto 2 por 1 a los charrúas sobre Costa Rica.

#### Participaciones en Copas América
| Copa              | Sede   | Resultado        | Partidos | Goles |
| ----------------- | ------ | ---------------- | -------- | ----- |
| Copa América 2015 | Chile  | Cuartos de final | 1        | 0     |
| Copa América 2019 | Brasil | Cuartos de final | 1        | 0     |
| Copa América 2021 | Brasil | Cuartos de final | 1        | 0     |

#### Goles internacionales
| #  | Fecha                   | Lugar                                  | Rival      | Gol | Resultado | Competición |
| -- | ----------------------- | -------------------------------------- | ---------- | --- | --------- | ----------- |
| 1. | 13 de octubre de 2014   | Sultan Qaboos, Muscat, Oman            | Omán       | 3–0 | 3–0       | Amistoso    |
| 2. | 16 de octubre de 2018   | Estadio de Saitama, Saitama, Japón     | Japón      | 3–4 | 3–4       | Amistoso    |
| 3. | 6 de septiembre de 2019 | Estadio Nacional, San José, Costa Rica | Costa Rica | 1–2 | 1–2       | Amistoso    |

## Estadísticas

### Clubes
Actualizado al último partido disputado el 27 de abril de 2025.
| Club                                  | Div.          | Temporada     | Liga  | Liga  | Liga   | Copas nacionales | Copas nacionales | Copas nacionales | Copas internacionales | Copas internacionales | Copas internacionales | Total | Total | Total  | Media goleadora |
| Club                                  | Div.          | Temporada     | Part. | Goles | Asist. | Part.            | Goles            | Asist.           | Part.                 | Goles                 | Asist.                | Part. | Goles | Asist. | Media goleadora |
| ------------------------------------- | ------------- | ------------- | ----- | ----- | ------ | ---------------- | ---------------- | ---------------- | --------------------- | --------------------- | --------------------- | ----- | ----- | ------ | --------------- |
| C. A. Peñarol · Uruguay               | 1.ª           | 2012-13       | —     | —     | —      | —                | —                | —                | 2                     | 0                     | 0                     | 2     | 0     | 0      | 0               |
| C. A. Peñarol · Uruguay               | 1.ª           | 2013-14       | 27    | 12    | 6      | —                | —                | —                | 9                     | 4                     | 2                     | 36    | 16    | 8      | 0.44            |
| C. A. Peñarol · Uruguay               | 1.ª           | 2014-15       | 11    | 4     | 3      | —                | —                | —                | —                     | —                     | —                     | 11    | 4     | 3      | 0.36            |
| C. A. Peñarol · Uruguay               | Total club    | Total club    | 38    | 16    | 9      | 0                | 0                | 0                | 11                    | 4                     | 2                     | 49    | 20    | 11     | 0.41            |
| S. L. Benfica Portugal                | 1.ª           | 2014-15       | 1     | 0     | 0      | —                | —                | —                | —                     | —                     | —                     | 1     | 0     | 0      | 0               |
| S. L. Benfica Portugal                | Total club    | Total club    | 1     | 0     | 0      | 0                | 0                | 0                | 0                     | 0                     | 0                     | 1     | 0     | 0      | 0               |
| S. L. Benfica B Portugal              | 2.ª           | 2014-15       | 6     | 7     | 0      | —                | —                | —                | —                     | —                     | —                     | 6     | 7     | 0      | 1.17            |
| S. L. Benfica B Portugal              | Total club    | Total club    | 6     | 7     | 0      | 0                | 0                | 0                | 0                     | 0                     | 0                     | 6     | 7     | 0      | 1.17            |
| R. C. Deportivo de La Coruña · España | 1.ª           | 2015-16       | 13    | 0     | 0      | 3                | 0                | 0                | —                     | —                     | —                     | 16    | 0     | 0      | 0               |
| R. C. Deportivo de La Coruña · España | Total club    | Total club    | 13    | 0     | 0      | 3                | 0                | 0                | 0                     | 0                     | 0                     | 16    | 0     | 0      | 0               |
| Santos Laguna · México                | 1.ª           | 2016-17       | 31    | 13    | 2      | 5                | 3                | 0                | —                     | —                     | —                     | 36    | 16    | 2      | 0.44            |
| Santos Laguna · México                | 1.ª           | 2017-18       | 37    | 7     | 3      | 11               | 5                | 0                | —                     | —                     | —                     | 48    | 12    | 3      | 0.25            |
| Santos Laguna · México                | 1.ª           | 2018-19       | 19    | 9     | 3      | 1                | 0                | 0                | —                     | —                     | —                     | 20    | 9     | 3      | 0.45            |
| Santos Laguna · México                | Total club    | Total club    | 87    | 29    | 8      | 17               | 8                | 0                | 0                     | 0                     | 0                     | 104   | 37    | 8      | 0.36            |
| C. D. Cruz Azul · México              | 1.ª           | C-2019        | 18    | 1     | 2      | 5                | 2                | 1                | 2                     | 1                     | 0                     | 25    | 4     | 3      | 0.16            |
| C. D. Cruz Azul · México              | 1.ª           | 2019-20       | 24    | 16    | 2      | —                | —                | —                | 1                     | 1                     | 0                     | 25    | 17    | 2      | 0.68            |
| C. D. Cruz Azul · México              | 1.ª           | 2020-21       | 41    | 24    | 7      | 1                | 2                | 0                | 4                     | 0                     | 0                     | 46    | 26    | 7      | 0.57            |
| C. D. Cruz Azul · México              | 1.ª           | 2021-22       | 12    | 3     | 0      | —                | —                | —                | —                     | —                     | —                     | 12    | 3     | 0      | 0.25            |
| C. D. Cruz Azul · México              | Total club    | Total club    | 95    | 44    | 11     | 6                | 4                | 1                | 7                     | 2                     | 0                     | 108   | 50    | 12     | 0.46            |
| Al-Nassr F. C. Arabia Saudita         | 1.ª           | 2021-22       | 8     | 1     | 0      | 1                | 0                | 0                | —                     | —                     | —                     | 9     | 1     | 0      | 0.11            |
| Al-Nassr F. C. Arabia Saudita         | Total club    | Total club    | 8     | 1     | 0      | 1                | 0                | 0                | 0                     | 0                     | 0                     | 9     | 1     | 0      | 0.11            |
| Club América · México                 | 1.ª           | 2022-23       | 39    | 12    | 4      | —                | —                | —                | —                     | —                     | —                     | 39    | 12    | 4      | 0.31            |
| Club América · México                 | 1.ª           | 2023-24       | 22    | 8     | 3      | —                | —                | —                | 2                     | 1                     | 0                     | 24    | 9     | 3      | 0.37            |
| Club América · México                 | Total club    | Total club    | 61    | 20    | 7      | 0                | 0                | 0                | 2                     | 1                     | 0                     | 63    | 21    | 7      | 0.33            |
| Portland Timbers Estados Unidos       | 1.ª           | 2024          | 30    | 16    | 6      | —                | —                | —                | 3                     | 0                     | 0                     | 33    | 16    | 6      | 0.51            |
| Portland Timbers Estados Unidos       | 1.ª           | 2025          | 3     | 1     | 1      | —                | —                | —                | —                     | —                     | —                     | 3     | 1     | 1      | 0.33            |
| Portland Timbers Estados Unidos       | Total Club    | Total Club    | 33    | 17    | 7      | 0                | 0                | 0                | 3                     | 0                     | 0                     | 36    | 17    | 7      | 0.49            |
| Total carrera                         | Total carrera | Total carrera | 342   | 134   | 42     | 27               | 12               | 1                | 23                    | 7                     | 2                     | 392   | 153   | 45     | 0.39            |
| 1. 2. 3.                              |               |               |       |       |        |                  |                  |                  |                       |                       |                       |       |       |        |                 |

### Selección
Actualizado de acuerdo al último partido jugado el 21 de junio de 2021.
| Selección          | Temporada                                                                                 | Amistosos | Amistosos | Amistosos | Sudamérica(4) | Sudamérica(4) | Sudamérica(4) | Mundial | Mundial | Mundial | Total | Total | Total  | Media goleadora |
| Selección          | Temporada                                                                                 | Part.     | Goles     | Asist.    | Part.         | Goles         | Asist.        | Part.   | Goles   | Asist.  | Part. | Goles | Asist. | Media goleadora |
| ------------------ | ----------------------------------------------------------------------------------------- | --------- | --------- | --------- | ------------- | ------------- | ------------- | ------- | ------- | ------- | ----- | ----- | ------ | --------------- |
| Absoluta · Uruguay | 2014                                                                                      | 4         | 1         | 0         | —             | —             | —             | —       | —       | —       | 4     | 1     | 0      | 0.25            |
| Absoluta · Uruguay | 2015                                                                                      | 4         | 0         | 0         | 1             | 0             | 1             | —       | —       | —       | 5     | 0     | 1      | 0.00            |
| Absoluta · Uruguay | 2016                                                                                      | —         | —         | —         | —             | —             | —             | —       | —       | —       | 0     | 0     | 0      | 0.00            |
| Absoluta · Uruguay | 2017                                                                                      | —         | —         | —         | —             | —             | —             | —       | —       | —       | 0     | 0     | 0      | 0.00            |
| Absoluta · Uruguay | 2018                                                                                      | 3         | 1         | 0         | —             | —             | —             | —       | —       | —       | 3     | 1     | 0      | 0.33            |
| Absoluta · Uruguay | 2019                                                                                      | 7         | 1         | 2         | 1             | 0             | 1             | —       | —       | —       | 8     | 1     | 3      | 0.12            |
| Absoluta · Uruguay | 2020                                                                                      | —         | —         | —         | 4             | 0             | 0             | —       | —       | —       | 4     | 0     | 0      | 0.00            |
| Absoluta · Uruguay | 2021                                                                                      | —         | —         | —         | 3             | 0             | 0             | —       | —       | —       | 3     | 0     | 0      | 0.00            |
| Absoluta · Uruguay | Total                                                                                     | 18        | 3         | 2         | 9             | 0             | 2             | 0       | 0       | 0       | 27    | 3     | 4      | 0.11            |
| Absoluta · Uruguay | (4) Incluye los partidos de las Clasificatorias Sudamericanas / Copa América (2014-Act.). |           |           |           |               |               |               |         |         |         |       |       |        |                 |

### Resumen estadístico
| Competición           | Partidos | Goles | Promedio | Asistencias | Promedio | Goles y asistencias | Promedio |
| --------------------- | -------- | ----- | -------- | ----------- | -------- | ------------------- | -------- |
| Primera División      | 222      | 86    | 0,38     | 28          | 0,13     | 114                 | 0,51     |
| Segunda División      | 6        | 7     | 1,17     | 0           | 0,00     | 7                   | 1,17     |
| Copas nacionales      | 26       | 12    | 0,46     | 1           | 0,04     | 13                  | 0,50     |
| Copas internacionales | 16       | 6     | 0,38     | 2           | 0,13     | 8                   | 0,50     |
| Selección absoluta    | 27       | 3     | 0,11     | 4           | 0,15     | 7                   | 0,26     |
| Total                 | 297      | 114   | 0,38     | 35          | 0,12     | 149                 | 0,50     |

## Palmarés

### Títulos nacionales
| Título                      | Club          | País     | Año  |
| --------------------------- | ------------- | -------- | ---- |
| Primeira Liga               | Benfica       | Portugal | 2015 |
| Copa de la Liga de Portugal | Benfica       | Portugal | 2015 |
| Primera División            | Santos Laguna | México   | 2018 |
| Supercopa de México         | Cruz Azul     | México   | 2019 |
| Primera División            | Cruz Azul     | México   | 2021 |
| Campeón de Campeones        | Cruz Azul     | México   | 2021 |
| Primera División            | Club América  | México   | 2023 |
| Primera División            | Club América  | México   | 2024 |
| Campeón de Campeones        | Club América  | México   | 2024 |

### Distinciones individuales
| Distinción                                                       | Año        |
| ---------------------------------------------------------------- | ---------- |
| Máximo goleador del Torneo Guardianes 2020 (12 goles)            | 2020       |
| Incluido en el Equipo Ideal de la Primera División de México     | 2020, 2021 |
| Balón de Oro al Máximo Goleador de la Primera División de México | 2021       |
| Balón de Oro al Mejor Delantero de la Primera División de México | 2021       |
| Balón de Oro al Mejor Jugador de la Primera División de México   | 2021       |
| Incluido en el equipo All-Star de la Liga MX                     | 2021       |